# Fire/Jericho
Fire/Jericho is de vierde single van de Britse band The Prodigy. De single droeg als ondertitel "strangely limited edition". Dit kwam doordat de 12" vinyl geschrapt was na 2 weken om de aandacht te vestigen op het komende debuutalbum van de band: Experience, dat een paar maanden later zou uitkomen. Zelfs toen de single opnieuw werd uitgebracht bleef de ondertitel op de hoes staan.
De single gebruikt een sample van het nummer Fire van The Crazy World of Arthur Brown ("I am the god of Hell fire, and I bring you [fire]").
De clip is geregisseerd door Russel Simmons. De band was echter zo teleurgesteld in de kwaliteit van de clip dat ze het verboden de clip uit te zenden. De clip stond echter wel op de verzamelaar The Video Chapter van XL.
Mede vanwege de zeldzaamheid van de clip is het een gewild zoek object.

## Nummers

### XL

#### 7" vinyl
A. Fire (Edit) (3:21)
B. Jericho (Original Version) (3:47)

#### 12" vinyl
1. Fire (Burning version) (4:42)
2. Fire (Sunrise version) (5:05)
3. Jericho (Original version) (3:47)
4. Jericho (Genaside II remix) (5:45)

#### cd-single
1. Fire (Edit) (3:21)
2. Jericho (Original Version) (3:47)
3. Fire (Sunrise Version) (5:05)
4. Jericho (Genaside II Remix) (5:45)

### Elektra

#### cd-single
1. Fire (Edit) (3:21)
2. Jericho (Original Version) (3:47)
3. Fire (Sunrise Version) (5:05)
4. Jericho (Genaside II Remix) (5:45)
5. Pandemonium (4:25)